# Aleuromarginatus moundi
Aleuromarginatus moundi là một loài côn trùng cánh nửa trong họ Aleyrodidae, phân họ Aleyrodinae.
Aleuromarginatus moundi được Martin miêu tả khoa học đầu tiên năm 1999.